# Triple saut masculin aux championnats du monde d'athlétisme en salle 2014
Navigation
2012 2016
Le  concours du triple saut masculin des Championnats du monde en salle 2014 s'est déroulé les 8 et 9 mars 2014 à l'Ergo Arena de Sopot, en Pologne.

## Résultats

### Finale
Le Russe Lyukman Adams s'impose initialement avec un dernier essai mesuré à 17,37 m, mais est disqualifié en 2016 pour dopage. Le titre est donc réattribué au Cubain Ernesto Revé, qui avait sauté à 17,33 m à son deuxième essai avant de stopper son concours. La médaille d'argent revient à l'autre Cubain Pedro Pablo Pichardo, et la médaille de bronze au Roumain Marian Oprea.
| Rang               | Athlète              | Pays       | Essais | Essais | Essais | Essais | Essais | Essais | Marque  | Notes |
| Rang               | Athlète              | Pays       | 1      | 2      | 3      | 4      | 5      | 6      | Marque  | Notes |
| ------------------ | -------------------- | ---------- | ------ | ------ | ------ | ------ | ------ | ------ | ------- | ----- |
| Médaille d'or      | Ernesto Revé         | Cuba       | 15.78  | 17.33  | x      | –      | –      | –      | 17,33 m |       |
| Médaille d'argent  | Pedro Pablo Pichardo | Cuba       | 16.73  | x      | 16.73  | 16.81  | 17.18  | 17.24  | 17,24 m |       |
| Médaille de bronze | Marian Oprea         | Roumanie   | 17.02  | 16.34  | x      | x      | 16.46  | 17.21  | 17,21 m |       |
| 4                  | Karol Hoffmann       | Pologne    | x      | x      | 16.89  | 16.47  | 16.42  | x      | 16,89 m | SB    |
| 5                  | Chris Carter         | États-Unis | 16.54  | x      | 16.74  | 16.71  | 16.72  | 16.55  | 16,74 m |       |
| 6                  | Cao Shuo             | Chine      | 15.90  | 15.68  | 16.13  | 16.15  | 15.88  | 16.55  | 16,55 m | SB    |
| 7                  | Viktor Kuznyetsov    | Ukraine    | 15.78  | 16.51  | 16.39  | 16.22  | x      | 16.34  | 16,34 m |       |
| DQ                 | Lyukman Adams        | Russie     | x      | 17.21  | x      | x      | 17.17  | 17.37  | dopage  |       |

## Légende
Records et Performances
- AR : Record continental (area record)
- CR : Record des championnats (championship record)
- MR : Record du meeting (meet record)
- NR : Record national (national record)
- OR : Record olympique (olympic record)
- PR : Record paralympique (paralympic record)
- PB : Record personnel (personal best)
- SB : Meilleure performance personnelle de la saison (season's best)
- WL : Meilleure performance mondiale de l'année (world leader)
- WJR : Record du monde junior (world junior record)
- WR : Record du monde (world record)

Circonstances et Conditions
- DNF : N'a pas terminé (did not finish)
- DNS : N'a pas pris le départ (did not start)
- DQ : Disqualification (disqualification)
- NM : Aucun essai valable enregistré (No Mark)
- Q : Qualifié « directement » au prochain tour (ou à la prochaine compétition), lors d'une compétition majeure, grâce au classement ou à la réalisation des minima (automatic qualifier)
- q : Qualifié au prochain tour (ou à la prochaine compétition), lors d'une compétition majeure, grâce au repêchage ou à la réalisation de l'une des meilleures performances parmi celles des « non qualifiés directement » (grâce au meilleur temps ou à la meilleure distance par exemple) (secondary qualifier)